# Щасливий торговець
Щасливий торговець (англ. Happy Merchant) — популярна антисемітська карикатура, інтернет-мем. Зображення часто з'являється на таких сайтах, як 4chan, Reddit та X (раніше Twitter), де нерідко використовується у ненависницьких чи зневажливих контекстах.
Мем підтримує ідею, що євреї організували змову для завоювання миру.

## Походження
Зображення було створено карикатуристом A. Wyatt Mann (гра слів — «A White Man», "Біла людина»), псевдонім Ніка Бугаса. Зображення було частиною карикатури, яка також включала расистський образ на чорношкірого і передавала заклик: «Давайте подивимося правді у вічі! Світ без євреїв і чорношкірих був би подібний до світу без щурів і тарганів» (англ. Let's face it! A world without Jews and Blacks would be like a world without rats and cockroaches).
Карикатура була вперше випущена у друкованому вигляді; з'явилася у мережі у лютому 2001 року.
Стереотипний образ єврея з карикатури почав поширюватися у різних інтернет-спільнотах, де користувачі створюють його варіації.

## Образ
Зображення задумане як зневажливе і використовує цілий ряд стереотипів про євреїв: великий гачкоподібний ніс («єврейський ніс»), ярмулка (єврейський головний убір), злісна усмішка, згорблена спина і потирання рук, що вказує на жадібність або схильність; лисіюча голова, кучеряве волосся і кучерява чорна борода.

## Розповсюдження
Зображення є формою антисемітської пропаганди, поширеної в інтернет-спільнотах альтернативних правих, таких як 4chan, інших вебсайтах «chan» та інших бордах.
У 2017 році «Аль-Джазіра» опублікувала у своєму офіційному англомовному акаунті Twitter зображення із Щасливим торговцем. Твіт просував історію про зміну клімату та натякав, що за цим негативним явищем стоять євреї. Компанія пізніше видалила цей твіт, пояснивши, що він був використаний у сегменті, присвяченому теоріям змови про зміну клімату, антисемітським теоріям альтернативних правих.
Дослідження 2018 року, опубліковане Савасом Заннетту та ін, присвячене онлайн-антисемітизму, показало, що Happy Merchant та його варіації були «одними з найпопулярніших мемов як на борді 4chan, /pol/, так і на Gab, двох основних майданчиках альтернативних правих». Згідно з дослідженням, використання Happy Merchant на /pol/ залишалося загалом незмінним (з піком популярності під час авіаудару США по Сирії у квітні 2017 року), тоді як використання на Gab зросло після мітингу в Шарлоттсвіллі в серпні 2017 року. Було також показано, що /pol/ впливає на поширення Happy Merchant на інших вебплатформах, таких як Twitter та Reddit. Happy Merchant включався в інші поширені меми на сайті, у тому числі про Жабеня Пепе.